# Baranyai Pál
Baranyai Pál (de Muche) (? – Székesfehérvár, 1545) protestáns lelkész, tanító, énekszerző.
Baranya vármegyéből származott, s református pap vagy tanító volt másfél éven át Székesfehérváron egész haláláig.
A tékozló fiúról írt egy bibliai tárgyú költeményt, amelyet Szilády Áron a Régi Magyar Költők Tára című gyűjtemény második kötetében kiadott.